# Agnès Acker
Agnès Acker (Sentheim, 28 febbraio 1940) è un'astrofisica francese, professore emerito della Università di Strasburgo, fondatrice della Planetario di Strasburgo e presidente fondatrice dell'Associazione dei Planetari di lingua francese (APLF). La sua ricerca si concentra sulle ultime fasi dell'evoluzione stellare del tipo solare: nebulose planetarie, binarità di nuclei, venti stellari.

## Biografia
Agnès Acker ha conseguito il dottorato statale nel 1976 all'Università di Strasburgo con il titolo Cinématique, âge et binarité des noyaux de nébuleuses planétaires.
Ha fondato il Planetario di Strasburgo, che ha diretto per 22 anni (1979-2001), l'Associazione dei Planetari francofoni (APLF) che ha presieduto per 26 anni (1984-2010), le "Stellar Populations", gruppo di ricerca per il quale è stata responsabile per 10 anni (1987-1997) e ha conseguito un diploma di studi avanzati (DEA) in astrofisica presso l'Osservatorio di Strasburgo, che ha diretto per 12 anni (1991-2002).
Professore universitario, è stata promossa alla classe eccezionale nel 2003, poi all'emerito nel 2009.
Acker ha anche ricoperto incarichi in varie organizzazioni ed è stato membro del National Steering Committee dell'Anno internazionale dell'astronomia (AMA09), creatrice e co-presidente del BEATEP, membro dell'International Astronomical Union (IAU) dal 1976, membro del direttivo della International Planetarium Society (IPS) dal 1990, direttrice del Science Garden, CCSTI dell'Università Louis Pasteur dal 1991 al 1994.
Nell'ambito specifico dei planetari, Acker è stata project manager di diversi spettacoli europei del Planetario nella partnership APLF / ESO: Les mystères du ciel austral (2002), ALMA: la quête de nos origines cosmiques (2009), L'eau: une aventure cosmique (2012). Tra il 1982 e il 2008 è stata autrice e sceneggiatrice di dodici spettacoli dei planetari. Nel 2005 ha prodotto una versione trilingue del CD-ROM Explore the Universe, creato dall'Università della California (Hands-On Universe). Dal 1995, è la direttrice della pubblicazione della rivista Planétariums. È inoltre la fondatrice (1984) e la direttrice della collezione "Planetarium" dell'Osservatorio di Strasburgo.

## Vita privata
Acker, nata Keller, è sposata e ha cinque figli..

## Pubblicazioni (selezione)
Acker è l'autrice/coautrice di oltre 200 articoli in riviste internazionali di astrofisica e molte pubblicazioni educative e scientifiche:
- Initiation à l'astronomie, Masson 1978, 1981, 1986
- Astronomie, astrophysique. Introduction, Dunod, 1992, 1995, 1998, 2005, 2013
- Formes et couleurs dans l'univers: nébuleuses, amas d'étoiles, galaxie, Masson, 1987
- Le planétarium: un spectacle nouveau dans votre ville, Valblor, 1991
- Astronomie: méthodes et calculs: exercices corrigés (in coll. con Carlos Jaschek), Masson, 1984, 1995
- Vie et mort des étoiles: un exposé pour comprendre, un essai pour réfléchir (in coll. con Ariane Lançon), Flammarion, Template:Coll., 1998
- L'univers astronomique (in coll. with Jean-Claude Pecker), Observatoire de Strasbourg, 2001, 2006
- Étoiles et matière interstellaire (in coll. con James Lequeux, Claude Bertout, Jean-Paul Zahn, Nicolas Prantzos e Jean-Pierre Lasota), Ellipses, 2008, 2009
- L’Arc-en-ciel des étoiles (dir.), APLF/Observatoire de Strasbourg, 2010 (libretto educativo)